# 鄧羨
鄧羨（465年—518年），北魏官员，安定郡人。鄧灵珍的儿子。
鄧羨历任中書学生、侍御史，出为齐州武昌王征虏长史。李元護为齐州刺史，他作为麾下的長史，兼东魏郡太守。在齐州十年，历经三刺史，以清廉、勤務著称，被称为良二千石。景明四年（503年），中山王元英攻打義陽，鄧羨为麾下軍司。军返，担任谏议大夫，兼给事黄门侍郎。鄧羨補佐侍中游肇为畿内大使。後賄賂北海王元詳，转任大司農少卿。出为行荊州事，转任征虜将軍、郢州刺史，屯駐義陽。在州聚敛，賄賂于忠，召還回京，担任給事黄門侍郎。加任後将軍、河南尹，黄門侍郎如故。未任，灵太后以元昭为河南尹，鄧羨还是黄門侍郎，加号平南将軍。以義陽战功，封安阳县开国子，邑三百户。河北爆发洪水，爆乱頻发，民众飢苦。鄧羨兼尚書、假散骑常侍，持節至河北救恤民众。神龟元年（518年）发疽去世。享年五十四岁。追贈镇东将军、青州刺史。諡恭。

## 子孙
- 鄧躋，長子，字伯昇，担任秘書郎。历任前将軍、太中大夫、梁州開府長史，与梁州刺史元羅被梁軍击敗俘虏，在江南去世
  - 鄧孝绪，鄧躋之子，元象年间，护送鄧躋灵柩还国。兴和年间，袭爵。北齐受禅，例降。